# Résidence Simon-Alfred-Lavallée
La résidence Simon-Alfred-Lavallée est une maison située au 404 à 410, boulevard Manseau à Joliette au Québec (Canada). La maison a été construite en 1908 par Alphonse Durand et son épouse Marie Schwerer selon le style Four Square. Elle loge depuis 2010 la brasserie artisanale Albion. Elle a été citée comme immeuble patrimonial par la ville de Joliette en 2016.

## Histoire
Le notaire Simon Alfred-Lavallée, président de l'Harmonie de Joliette en 1895 et l'un des fondateurs de l'Union musicale de Joliette au début des années 1900. En 1908, il se fit construire une maison par l'architecte Alphonse Durand et son épouse Marie Schwerer selon le style Four Square. La maison se distingue des maisons Four Square qui sont généralement plus dépouillées. La lucarne et les colonnes en bois ouvragées, le porche en faux plein cintre et revêtement extérieur en brique avec insertions de pierre renforce la prestance de l'édifice.
La maison loge depuis 2010 la brasserie artisanale Albion. Elle a été citée comme immeuble patrimonial le 18 avril 2016 par la ville de Joliette. 